# No al alguacil
«No al alguacil» es una canción de la cantante mexicana Gloria Trevi con su compatriota Paulina Rubio , de su octava producción discográfica Gloria. La canción fue grabada en Miami, Florida.

## Controversia
Desde que la tienda digital iTunes publicó los previews del disco Gloria, se desataron rumores que decían que todo el disco se había filtrado, dándole prioridad al tema "No al alguacil", en el que también se podía escuchar a Paulina Rubio. De inmediato, la noticia se corrió por varias página de internet, publicando en forma masiva el preview de 1:30 minutos. Días después, varias página de internet afirmaban que éste sería el segundo sencillo. 